# Гражданцевский сельсовет
Гражданцевский сельсовет — сельское поселение в Северном районе Новосибирской области Российской Федерации.
Административный центр — село Гражданцево.

## История
Статус и границы сельского поселения установлены Законом Новосибирской области от 2 июня 2004 года № 200-ОЗ «О статусе и границах муниципальных образований Новосибирской области»

## Население
| 2002 | 2010 | 2012 | 2013 | 2014 | 2015 | 2016 |
| ---- | ---- | ---- | ---- | ---- | ---- | ---- |
| 701  | ↘590 | ↘573 | ↘558 | ↘526 | ↘511 | ↘499 |
| 2017 | 2018 | 2019 | 2020 | 2021 |      |      |
| ↘491 | ↘483 | ↗492 | ↘474 | ↘470 |      |      |

## Состав сельского поселения
| № | Населённый пункт | Тип населённого пункта       | Население |
| - | ---------------- | ---------------------------- | --------- |
| 1 | Гражданцево      | село, административный центр | ↘344      |
| 2 | Малиновка        | деревня                      | ↘37       |
| 3 | Ударник          | деревня                      | ↘209      |